# 米澤夏帆
米澤 夏帆（よねざわ かほ、1996年7月22日 - ）は、高知県出身の、日本人の女子柔道選手である。階級は63kg級。身長159cm。段位は弐段。組み手は右組み。得意技は背負投。

## 経歴
小学校低学年の時は水泳に取り組んでいた。また、硬筆と毛筆も習っていた。柔道は9歳の時に弟の影響を受けて和田道場で始めた。その後、中学高校とチームメイトになる池絵梨菜と出会った。小学校5年生の時には全国小学生学年別柔道大会40kg超級に出場するが、決勝トーナメント1回戦で敗れた。
中学入学前には柔道を続けるか悩んでいたが、県内の大会でライバルとして競ってきた池に、「今度は仲間としてやろう」と誘われたことがきっかけで、同じ香長中学に進んで柔道を続けることになった。すると、早くも1年の時には全国中学校柔道大会52kg級で2位となった。2年の全国中学校柔道大会では優勝を飾った。団体戦では3位だった。マルちゃん杯団体戦では優勝を飾った。3年の時には全日本カデ決勝で松商学園高校1年の出口クリスタを合技で破って優勝した。16歳以下の世界一を決める世界カデでも、63kg級の池とともにアベック優勝を果たした。その2週間後の全国中学校柔道大会では個人戦で2連覇を達成すると、団体戦でも優勝を飾って2冠を達成した。
池とともに東大阪大敬愛高校に進むと、1年の全日本カデでは3位だった。その後階級を57kg級に上げると、インターハイで5位となった。2年の金鷲旗では3位となった。その後階級を63kg級に上げると、全国高校選手権では3位となった。3年になると、8月のインターハイ団体戦では香長中学時代に全国中学校柔道大会の団体戦を制したメンバー(池と斉藤芽生)とともに再び優勝を勝ち取るが、個人戦では5位にとどまった。9月の全日本ジュニアでは3位だった。
2015年には龍谷大学に進学すると、1年の時には6月の優勝大会準決勝で山梨学院大学と対戦して、背負投で勝利を収めるがチームは敗れた。11月の講道館杯では3位に入った。2016年3月にはリオデジャネイロオリンピックテスト大会の決勝で、地元ブラジルの選手を破って優勝した。2年の時には7月のグランプリ・ウランバートルで3位だった。9月の全日本ジュニアでは決勝で兵庫県警の荒木穂乃佳と対戦すると、GSに入ってから2分過ぎに指導2を取られて2位にとどまった。3年の時には優勝大会と学生体重別で3位となった。4年の時には柔道部の主将に選ばれた。優勝大会の準決勝で国士舘大学と対戦すると、かつてのチームメイトである70kg級の池と引き分けるがチームは勝利して決勝まで進むものの、山梨学院大学との対戦では70kg級の新添左季に合技で敗れてチームは2位にとどまった。学生体重別では3位だった。体重別団体ではチームの初優勝に貢献した。
2019年には自衛隊体育学校の所属となった。実業団体では三井住友海上戦で鍋倉那美と引き分けた。ルーマニアのU-CSMクルジュ＝ナポカの一員としてヨーロッパクラブ選手権に70㎏級で出場すると、世界選手権銀メダリストであるポルトガルのバルバラ・ティモに敗れるも2勝1敗でチームは3位となった。

## 戦績
52kg級での戦績
- 2010年 -　全国中学校柔道大会　2位
- 2010年 -　マルちゃん杯　優勝
- 2011年 -　全日本カデ　優勝
- 2011年 -　ドイツカデ国際　優勝
- 2011年 -　世界カデ　優勝
- 2011年 -　全国中学校柔道大会　個人戦　優勝　団体戦　優勝
- 2012年 -　全日本カデ　3位

57kg級での戦績
- 2012年 -　インターハイ 5位
- 2013年 -　全国高校選手権　団体戦　5位
- 2013年 -　金鷲旗　3位

63kg級での戦績
- 2014年 -　全国高校選手権　個人戦　3位　団体戦　5位
- 2014年 -　金鷲旗　5位
- 2014年 -　インターハイ　個人戦　5位　 団体戦　優勝
- 2014年 -　全日本ジュニア　3位
- 2015年 -　チューリンゲンジュニア国際　優勝
- 2015年 -　ポーランドジュニア国際　2位
- 2015年 -　優勝大会　3位
- 2015年 -　講道館杯　3位
- 2016年 -　リオデジャネイロオリンピックテスト大会　優勝
- 2016年 -　優勝大会　5位
- 2016年 - グランプリ・ウランバートル 3位
- 2016年 -　全日本ジュニア　2位
- 2017年 -　優勝大会　3位
- 2017年 -　学生体重別　3位
- 2018年 -　優勝大会　2位
- 2018年 -　学生体重別　3位
- 2018年 -　体重別団体　優勝
- 2019年 -　ヨーロッパクラブ選手権　3位
- 2021年 - 実業個人選手権　3位
- 2022年 - 実業個人選手権　3位

(出典、JudoInside.com)